# Clyde Scott
Pour les articles homonymes, voir Scott.
Clyde Luther Scott, dit Smackover  (né le 29 août 1924 à Dixie en Louisiane et mort le 30 janvier 2018) à Little Rock (Arkansas), est un athlète américain spécialiste du 110 mètres haies. 

## Carrière
Concourant avec les Razorbacks de l'Arkansas, Clyde Scott mesure 1,83 m pour 77 kg.

### Palmarès
| Date | Compétition           | Lieu    | Résultat | Performance |
| ---- | --------------------- | ------- | -------- | ----------- |
| 1948 | Jeux olympiques d'été | Londres | 2e       | 14 s 1      |

### Records
| Épreuve          | Performance | Lieu | Date |
| ---------------- | ----------- | ---- | ---- |
| 110 mètres haies | 14 s 0      |      | 1948 |